# Сеготь (село)
Сеготь — село в Пучежском районе Ивановской области России, административный центр Сеготского сельского поселения.

## География
Село расположено на берегу реки Сеготь близ ее впадения в Горьковское водохранилище, в 16 км на северо-запад от районного центра города Пучеж. Река Сеготь, на которой стоит село, имеет спокойное течение и подходит для обустройства водяных мельниц. Село находится в пределах Пучеж-Катунской астроблемы — гигантского метеоритного кратера.

## История
Село Сеготь имеет богатую историю. Жители волости участвовали в битве с поляками под Юрьевцем-Повольским в 1609 году и в Втором ополчении Минина и Пожарского в 1612 году.
Название села, вероятно, происходит от названия реки Сеготь, этимология которого неоднозначна и возможно восходит к праславянским корням.
В селе было 2 церкви: каменная с колокольней, построенная в 1795 году, с главным престолом в честь Рождества Христова и теплая деревянная церковь, построенная в начале XX века вместо одноименного старого храма в честь святого Николая Чудотворца. Первая деревянная церковь в селе Сеготь была построена по указу Императора Петра I и освящена в 1717 году. В 1933 году Никольская церковь была закрыта, а в 1997 году возвращена верующим и восстановлена. Существует версия о более ранней церкви в селе Березниково (предшественнике Сеготи), построенной в 1613 году в честь преподобного Макария Унженского.
В XIX — первой четверти XX века село входило в состав Дьяконовской волости Юрьевецкого уезда Костромской губернии, с 1918 года — Иваново-Вознесенской губернии. Дьяконовская волость являлась преемницей Березницкой волости, которая упоминается с XVII века.
Сеготская церковно-приходская школа основана в 1885 году.
В середине XX века, при создании Горьковского водохранилища, часть территории волости, включая плодородные земли и старинные населенные пункты, была затоплена, что стало трагедией для местных жителей.
С 1929 года село являлось центром Дьяконовского сельсовета Пучежского района Ивановской области, с 1954 года — центр Сеготского сельсовета, с 2005 года — центр Сеготского сельского поселения.

## Население
| 1872 | 1897 | 1907 | 2002 | 2010 |
| ---- | ---- | ---- | ---- | ---- |
| 94   | ↗97  | ↗159 | ↗497 | ↘464 |

## Инфраструктура
В селе имеются Сеготская школа (основана в дореволюционные годы), детский сад «Ромашка», отделение врача общей практики, сельский дом культуры, библиотека, отделение почтовой связи, храм и магазины.
На западной окраине села расположено сельское кладбище.

## Экономика
- Сельскохозяйственный производственный кооператив племенной завод (СПК ПЗ) «Ленинский путь»
- магазины: ЗАО «Дельта» и ООО «Гранд».

## Достопримечательности
В окрестностях села сохранились остатки старинной Большой почтовой дороги (Сибирского тракта), здания дореволюционной постройки, места расположения водяных мельниц и других промышленных заведений.
- Мемориал воинам, погибшим в Великой Отечественной войне 1941—1945 гг.;
- Деревянная действующая Церковь Макария Унженского (1910)[9], расположенная на месте Никольской церкви, построенной в 1717 году[2];
- На южной окраине Сеготи растёт дуб черешчатый, который вошёл в национальный реестр старовозрастных деревьев России[10]. Дуб является памятником живой природы и представляет собой дерево высотой 18 метров и диаметром ствола более метра, возрастом предположительно более 470 лет[11];
- Участок старинной булыжной мостовой Большой почтовой дороги (Сибирского тракта) протяженностью около 850 метров[2].

## Транспорт
Фактически производится регулярное автобусное сообщение с городами Пучеж, Кинешма и Юрьевец (через село проходит автодорога Пучеж — Кинешма).